# Tri Kusuma Wardana
Tri Kusuma Wardana (* 20. November 1988) ist ein indonesischer Badmintonspieler.

## Karriere
Tri Kusuma Wardana gewann bei den indonesischen Nationalspielen 2008 Bronze mit dem Team von Jawa Timur. Bei den Indonesia International 2010 wurde er Dritter im Mixed mit Nadya Melati, zwei Jahre später Dritter mit Variella Aprilsasi Putri Lejarsari. Bei der Denmark Super Series 2010 stand er im Hauptfeld. Im Folgejahr belegte er Rang zwei beim Smiling Fish 2011 im Herrendoppel mit Hendra Setyo Nugroho. In der indonesischen Superliga des Jahres 2011 wurde er Zweiter mit dem Team von PB Jayaraya Suryanaga.